# Kontrola kvalitete
Nadzor kvalitete ili kontrola kvalitete su postupci kojima detaljno preispitujemo kvalitetu svih čimbenika u proizvodnji. ISO 9000 definira kontrolu kvalitete kao: "upravljanje kvalitetom usredotočenom na ostvarivanje potrebne razine kvalitete"
Univerzalnost primjene kontrole kvalitete ogleda se u činjenici da je "danas kvaliteta jedna od sastavnica misije uspješne tvrtke i bitan čimbenik poslovnog upravljanja".

## Postupci kontrole kvalitete
Postupci kontrole kvalitete naglašavaju tri aspekta:
1. Dijelovi kontrole kvalitete kao na primjer upravljanje kontrolama, upravljanje poslovima, upravljanje definiranim procesima,[3] kriterijima učinkovitosti i definiranim zapisima (npr. mjerenja)
2. Nadležnosti vezane uz kontrolu kvalitete, kao što su znanja, vještine, iskustva i osposobljenost kvalifikacija
3. Raznovrsni utjecaji na kvalitetu (engleski: "soft elements") kao što su osoblje, integritet, samopouzdanje, organizacijska kultura, motivacija, timski duh kao odnosima koji mogu utjecati na kvalitetu proizvoda

Željena kvaliteta proizvoda je u opasnosti ako neki od gore navedenih aspekata ne radi prema dogovorenim pravilima.
Kontrola uključuje proizvod (kontrolu), gdje svaki proizvod podliježe vizualnoj provjeri, ponekad uz pomoć elektronskih pomagala (npr. mikroskop) kako bi se provjerili i najmanji detalji prije odašiljanja proizvoda u prodaju. Osoblju zaduženom za kontrolu kvalitete dužno je upisivati podatke o mjerenjima u unaprijed pripremljenim zapisima (npr. odstupanja od dozvoljene tolerancije, odstupanja od crtežom propisane tolerancije hrapavosti površine).
Nadzor kvalitete je usredotočen na testiranje proizvoda kako bi se otkrili mogući nedostatci koji se analiziraju u cilju donošenja odluke o nastavku proizvodnje bez ili s popravcima. Jamstvo kvalitete nastoji poboljšati i stabilizirati proizvodnju i pripadne procese kako bi se izbjegle u potpunosti ili na najmanju moguću mjeru smanjile posljedice koje dovode do odbacivanja proizvoda.
Kod ugovornih poslova potrebno je pridavati veliku pažnju kvaliteti kontrole. Prema podacima proizvodi loše kvalitete ističu se između razloga zbog kojih se ugovori ne produžuju. 

## Najviše korišteni postupci u kontroli kvalitete
Kod nekih konzultanata i organizacija postoji tendencija o imenovanju njima specifičnih postupka. Samo neki od tih postupaka se primjenjuju kod većeg broja korisnika:
| Terminologija                                                                                  | Približna godina prvog korištenja | Opis |
| ---------------------------------------------------------------------------------------------- | --------------------------------- | --- |
| Statistička kontrola kvalitete (engleski: Statistical quality control (SQC))                   | 1930tih                           | Primjena statističkih metoda kao npr. kontrolnih grafikona i ratifikacija uzoraka kako bi dosegli potrebnu razinu kvalitete. |
| Potpuna kontrola kvalitete (engleski: Total quality control (TQC))                             | 1956.                             | Popularizirao Armand V. Feigenbaum u članku u Harvard Business Reviewu te istoimenoj knjizi. Napetosti uzrokovane od odjela koji ne sudjeluju u neposrednoj proizvodnji (npr. računovodstvo, tehničko crtanje, financije, ljudski resursi, narudžba, prodaja). |
| Statistička kontrola procesa (engleski: Statistical process control (SPC))                     | 1960tih                           | Upotreba kontrolnih grafikona kako bi pratili pojedine proizvodne procese i omogućili povratne ocjene zaduženima za njihovo upravljane. Razvijeni postupci inspiraciju su pronašli u napravama za nadzor.                                                      |
| Potpuna kontrola kvalitete unutar organizacije (engleski: Company-wide quality control (CWQC)) | 1968.                             | Japanska verzija "potpune kontrole kvalitete" |
| Potpuno upravljanje kvalitetom (engleski: Total Quality Management (TQM))                      | 1985.                             | Procesi vezani uz kvalitetu koji potječu iz Ministarstva obrane Sjedinjenih Američkih Država koje djelomično koristi tehnike statističke kontrole kvalitete kako bi podržalo procese kojima se unapređuju proizvodni postupci.                                 |
| Šest sigma (engleski: Six sigma) (6σ)                                                          | 1986.                             | Statistička kontrola kvalitete na kojoj počiva ukupna strategija poslovanja. Začetnik ovih postupaka je kompanija Motorola. |

## Kontrola kvalitete tijekom upravljana projektima
Prilikom upravljanja projektima, kontrola kvalitete zahtijeva da menadžer projekta, kao i njegova grupa budu uključeni u projekt te da kontroliraju ostvarene korake kako bi osigurali da ostvareno bude u okviru dogovorenoga. 

U praksi, uobičajeno je, da u okviru projekta bude uključen i odjel za kontrolu kvalitete.

## Vanjske poveznice
- Hrvatsko društvo za kvalitetu  Arhivirana inačica izvorne stranice od 29. studenoga 2014. (Wayback Machine)
- Kvaliteta.net  Arhivirana inačica izvorne stranice od 4. prosinca 2014. (Wayback Machine)
- Svijet kvalitete
- ASTM quality control standards